# Lecidea hypochlorella
Lecidea hypochlorella är en lavart som beskrevs av Edvard(Edward) August Vainio. Lecidea hypochlorella ingår i släktet Lecidea, och familjen Lecideaceae. Enligt den finländska rödlistan är arten otillräckligt studerad i Finland. Arten är reproducerande i Sverige. Artens livsmiljö är klippor (inklusive flyttblock).